# Garenganze
Garenganze (apareix també com Gareganze) fou un regne independent de l'Àfrica central ocupant el que després fou Katanga.
Les relacions comercials entre la regió de Nyamwezi i la de Katanga van començar vers el 1800. Un comerciant, Kalasa, anava sovint des de Nyamwezi a Katanga per comprar coure. El seu fill Msiri en un determinat moment, mercès a disposar d'alguns fusells, va poder anar a Katanga a ajudar el cap local Sanga que el va designar el seu hereu i al que va succeir el 1856. També va arribar a ser el cap dels lamba.
Tant els sanga com els lamba havien estat vassalls del rei de Kazembe però Msiri va poder rebutjar un intent de Kazembe per restablir la seva autoritat. Va encoratjar l'emigració afavorint als emigrants, va capturar esclaus, i va reforçar el seu armament, formant un regne fort (encara que efímer) que va portar el nom de Garenganze, tan gran com la Gran Bretanya, anant des de Lualaba al llac Mweru i al Luapula i del Luvua fins a línia de separació de les aigües del riu Congo i el riu Zambeze. Aquesta estat era freqüentat per mercaders procedents de Zanzíbar, Uganda, Nyamwezi, Zambeze, llac Nyassa, Angola i la conca del Congo. Msiri va aconseguir que molts comerciants s'establissin al país donant-los terres i dones. Exportava ivori, sal, esclaus, ferro i coure, especialment aquest darrer que era un producte produït en quantitat notable. Els àrabs treballaven el coure a Ujiji barrejant dues parts de coure i una de zinc. La capital era a Bunkeya. El 1880 va agafar el títol de mwami o rei.
El primer missioner europeu, F. S. Arnot, dels Pares Darbistes de Plymouth, va arribar el 1886, i Msiri que depenia dels comerciants àrabs als que en el fons temia, el va acollir amb simpatia. Va ser seguit per altres missioners. La rivalitat entre àrabs i missioners va augmentar; els missioners però no podien aportar armament. Fins al 1891 Msiri va rebutjar la reclamació al seu territori que feia el rei Leopold II de Bèlgica, rei de l'Estat Independent del Congo a títol personal. Tippu Tip al nord havia acceptat el nomenament com a governador congolès (1887).
Msiri fou assassinat per un funcionari del seu estat (20 de desembre de 1891) i els congolesos van imposar el seu domini al nou mwami, Mukunda Bantu. El 1892 els àrabs es van revoltar arreu del Congo, però el 1894 foren derrotats i els caps obligats a fugir o foren empresonats. El 1900 el regne de Gareganze fou abolit; el mwami va morir deu anys després.

## Reis
- Kawumbu Sahapepala
- Panda (Sanga) .... - 1856
- Ngelengwa "Msiri" 1856 - 1891 (des de 1880 mwami = rei)
- Mukunda Bantu 1891-1900